# Hyper Light Drifter
Hyper Light Drifter — компьютерная игра в жанре двухмерной Action/RPG, разработанная компанией Heart Machine. Выход был запланирован на 2014 год, однако из-за доработок и проблем со здоровьем главного разработчика выход состоялся 31 марта 2016 года для персональных компьютеров на операционных системах Windows, MacOS и Linux, а позже, 26 июля, была выпущена версия игры для PlayStation 4 и Xbox One. Версия для Nintendo Switch появилась в 2018 году. 25 июля 2019 года вышла Special Edition для iOS. Ранее запланированные версии для Wii U и PS Vita отменили из-за несовместимости движка GameMaker: Studio с этими платформами.
Стилистически проект выполнен в духе 8- и 16-битных игр конца XX века. По словам главного разработчика, Алекса Престона (англ. Alex Preston), Hyper Light Drifter является комбинацией The Legend of Zelda: A Link to the Past и Diablo. Изначально Престон создал кампанию на краудфандинговой площадке Kickstarter для сбора средств на разработку игры, запланировав собрать 27 000 долларов, однако проект смог собрать свыше 600 000 долларов, благодаря чему Престон смог нанять команду программистов и дизайнеров, вместе с которой он начал работу над выпуском игры на дополнительных платформах.

## Игровой процесс
Hyper Light Drifter является двухмерной игрой в жанре Action/RPG, игровой процесс которой был вдохновлён The Legend of Zelda: A Link to the Past, а графика выполнена в стиле Sword & Sworcery. Главный герой Бродяга (англ. Drifter) имеет доступ к технологиям, которые были давным-давно забыты обитателями игрового мира. Бродяга странствует по руинам цивилизации в поисках лекарства от болезни, которой он страдает. На концепцию игры повлияло собственное состояние главного разработчика игры, Алекса Престона (англ. Alex Preston), страдающего от врождённого порока сердца, а мир игры создавался под влиянием аниме «Навсикая из Долины ветров» от Studio Ghibli, хотя некоторые из критиков также отмечают схожесть с «Небесным замком Лапута».
Бродяга вооружён энергетическим мечом, который он может улучшить, используя энергию редко встречающихся батареек, раскиданных по миру. Кроме того, арсенал включает в себя пистолет для атаки врагов на расстоянии, а также бомбы для применения против скоплений врагов. Перед тем как дойти до боссов, Бродяга сражается против монстров, чья сила и количество увеличиваются, что требует от игрока менять тактику для достижения цели. Основной задачей Престона было создание игры, которая была бы похожа на те, что выходили для игровой приставки Super Nintendo Entertainment System. По его словам, консоль имела «поразительные, практически идеально спроектированные игры для ограниченных пространств», которые он попытался сымитировать в Hyper Light Drifter. Одну из отличительных черт старых игр, которую Престон использовал, был отказ от диалогов: вместо этого для повествования упор сделан на музыкальное сопровождение и графическую составляющую.

## Разработка
Алекс Престон много лет хотел создать игру, которая бы совмещала лучшие элементы из The Legend of Zelda: A Link to the Past и Diablo. Отличительной особенностью игры должно было стать исследование мира и бои, которые требовали бы от игрока применения различных стратегий в зависимости от встречаемых им врагов. После нескольких лет работы аниматором, Престон окончательно решился начать проект в 2013 году. Изначально он планировал выпустить игру для Windows, OS X и Linux, поэтому создал на краудфандинговой площадке Kickstarter кампанию по сбору 27 000 долларов для реализации проекта. Перед тем как начать искать финансирование среди пользователей, Престон заручился поддержкой программиста Бёу Блайта (англ. Beau Blyth), который создал игру Samurai Gunn и музыканта Disasterpeace, который известен своей работой над саундтреком к игре Fez. Созданную команду Престон назвал «Heart Machine».
Проект получил необходимые средства в течение первых суток и спустя несколько дней сумма возросла до 200 000 долларов. Чтобы поощрить дополнительные взносы, Престон поставил несколько новых финансовых целей, включая дополнительные режимы игры, большее количество боссов и персонажей, а также выпуск игры на консолях PlayStation 4, PlayStation Vita, OUYA и Wii U. Все эти цели были достигнуты за время кампании и в результате, игра смогла набрать более 640 000 долларов. Престон заявил, что он думал над выпуском проекта на всех этих дополнительных платформах когда запускал кампанию на Kickstarter, однако он не хотел обещать того, что он не мог выполнить на тот момент. На полученные средства, Престон нанял дополнительных программистов, чтобы они помогли в портировании игры на большее количество консолей. В 2014 году на мероприятии GDC в Сан-Франциско, команда разработчиков объявила, что игра также выйдет на Xbox One по программе Microsoft для независимых компаний ID@Xbox.
Изначально игру планировалось выпустить в середине 2014 года, но впоследствии из-за увеличившегося объёма работы после кампании на Kickstarter, необходимости отполировать игру перед релизом, а также из-за состояния здоровья главного разработчика дата была сдвинута на второй квартал 2016 года. В интервью веб-сайту Rock, Paper, Shotgun Престон описал как его долговременные проблемы со здоровьем повлияли на развитие игры и даже вдохновили назвать команду разработчиков «Heart Machine». Хотя в августе 2015 года Heart Machine заявляла, что разработчики планируют выпустить консольные версии сразу после релиза игры на Windows и OS X, и прохождения процедуры сертификации, однако в феврале 2016 года команда сообщила, что между Nintendo, производителем консоли и YoYo Games, авторами движка Game Maker: Studio на котором базируется Hyper Light Drifter, есть контрактные разногласия и потому игра не может быть портирована на Wii U. Хотя команда сохраняет оптимизм и надеется, что в конце концов порт выйдет на консоли от Nintendo, но пока работы над ним приостановлены.
Финальная версия игры вышла на Windows, OS X и Linux 31 марта 2016 года. Предполагается, что версии для PlayStation 4 и Xbox One выйдут в середине 2016 года. Работа над остальными портами завершится позже этих выпусков.
В сентябре 2016 года Престон объявил, что команде разработчиков пришлось отказаться от планов по портированию игры на платформы Wii U и PlayStation Vita, предложив участникам краудфандинговой кампании в качестве компенсации активировать игру для других игровых систем или получить назад деньги. В качестве причины отмены Престон указал на то, что игру пришлось бы переписывать с нуля, так как у используемого проектом игрового движка GameMaker Studio есть проблемы с поддержкой данных платформ и отметил, что перенос игры на PlayStation и Xbox занял 6 месяцев. На тот момент проблемы между Nintendo и YoYo Games так и не были решены. Кроме того, Престон выразил опасения по поводу собственного здоровья и пожелал сделать приоритет на своё благополучие.
В октябре 2016 года авторы перевели игру на 60 fps, впрочем, признав, что на некоторых компьютерах она всё ещё работает плохо и запускать надо не основную сборку, а экспериментальные.

## Отзывы
| Сводный рейтинг       | Сводный рейтинг |
| Агрегатор             | Оценка          |
| --------------------- | --------------- |
| GameRankings          | 85,34 %         |
| Metacritic            | 86/100          |
| Иноязычные издания    |                 |
| Издание               | Оценка          |
| Destructoid           | 9/10            |
| Eurogamer             | Recommended     |
| Game Informer         | 9,5/10          |
| GameSpot              | 9/10            |
| PC Gamer (US)         | 78/100          |
| Polygon               | 8,5/10          |
| Русскоязычные издания |                 |
| Издание               | Оценка          |
| Riot Pixels           | 75 %            |

Hyper Light Drifter получила положительные отзывы критиков. На агрегаторах Metacritic и GameRankings игра получила среднюю оценку 86 из 100 и 85,34 % соответственно.
Сайт Destructoid поставил игре оценку 9 из 10. В рецензии были отмечены высокая сложность игры, саундтрек, а также визуальный стиль игры. По словам автора рецензии, Ника Роуэна (англ. Nic Rowen), «каждый кадр игры является картиной».
Кристиан Донлан (англ. Christian Donlan), рецензент сайта Eurogamer, поставил игре оценку «рекомендовано» (англ. Recommended), назвав загадочность игры в качестве одной из её сильных сторон. Также были отмечены «изысканный и вызывающий воспоминания пиксель-арт», саундтрек и «великолепно детализированный» внутриигровой мир.
Game Informer поставил игре оценку 9,5 из 10. Автор рецензии, Кайл Хиллиард (англ. Kyle Hilliard), заявил, что Hyper Light Drifter «утвердила свои позиции в качестве одного из лучших впечатлений года» и что она «сложная, но никогда не кажется нечестной». Он также отметил мир игры, «о котором хочется узнать больше с первых секунд», а также её саундтрек.
Сайт GameSpot поставил Hyper Light Drifter оценку 9 из 10. Автор рецензии, Кевин ВанОрд (англ. Kevin VanOrd), в качестве положительных сторон игры назвал «красочный и великолепный» внутриигровой мир, баланс между исследованием мира и сражениями, битвы с боссами, а также большое количество секретов, но отметил, что графика игры, которую он назвал «чем-то удивительным», может сбивать игрока с толку. «Мелкие огрехи можно заметить только из-за того, что Hyper Light Drifter так мастерски сделана», — пишет он.
PC Gamer поставил игре оценку 78 из 100, отметив сражения, «яркую» цветовую палитру, «сложный» пиксель-арт, «элегантную и выразительную» анимацию, «потрясающие» визуальный стиль и музыку, однако также отметив высокую сложность игры. «…непоколебимая сложность игры, особенно в сражениях с боссами, делает её [игрой] для определённого типа игроков», — пишет автор рецензии Энди Келли (англ. Andy Kelly).
Сайт Polygon поставил Hyper Light Drifter оценку 8,5 из 10, назвав её «чрезвычайно сложной игрой» и заявив, что она «требует от игрока того, чего немногие игры осмеливаются просить». Автор рецензии, Гриффин Макэлрой (англ. Griffin McElroy), также отметил проработанность внутриигрового мира, однако остался недоволен картой, которую он назвал «самым надёжным врагом».
Летом 2018 года, благодаря уязвимости в защите Steam Web API, стало известно, что точное количество пользователей сервиса Steam, которые играли в игру хотя бы один раз, составляет 595 090 человек.